# Karen Schmeer
Karen Schmeer (* 20. Februar 1970 in Portland, Oregon; † 29. Januar 2010 in New York City) war eine US-amerikanische Filmeditorin.

## Leben
Schmeer wurde am 20. Februar 1970 in Portland, Oregon geboren. Sie war die Tochter von Michael Schmeer und Eleanor Dubois, sowie Enkelin des Fotografen Ray Atkeson. Nach ihrem Schulabschluss an der Lincoln High School in Portland 1988, begann sie ein Studium an der Boston University Anthropologie, welches sie 1992 mit einem Bachelor abschloss. Nachdem sie in ihrer Jugend bereits als Ticketverkäuferin in einem Kino gearbeitet hatte, war ihr zweiter Job im Filmgeschäft ein unbezahltes Praktikum bei dem Dokumentarfilmer Errol Morris, wo sie für die Recherche verantwortlich war.
Am 29. Januar 2010 wollte sie kurz vor 20 Uhr Ortszeit an der 90th Street den Broadway überqueren und wurde dabei vom Fluchtfahrzeug eines Raubüberfalls, das von der Polizei verfolgt wurde, überfahren. Sie verstarb noch auf dem Transport ins St. Luke’s-Roosevelt Hospital Center. Der Fahrer wurde festgenommen und das New York City Police Department gab später an, dass während der Verfolgung einige Fehler passiert seien.

## Filmografie (Auswahl)
- 1997: Schnell, billig und außer Kontrolle (Fast, Cheap and Out of Control)
- 2003: The Fog of War (The Fog of War: Eleven Lessons from the Life of Robert S. McNamara)
- 2005: Sketches of Frank Gehry
- 2011: Zug um Zug in den Wahnsinn (Bobby Fischer Against the World)